# إيناسيو بوسيتو
إيناسيو بوسيتو (بالإسبانية: Ignacio Pussetto)‏ (21 ديسمبر 1995 في الأرجنتين - ) هو لاعب كرة قدم سلفادوري في مركز الهجوم. لعب مع أتليتيكو رافائيلا.

## روابط خارجية
- إيناسيو بوسيتو على موقع إي إس بي إن إف سي (الإنجليزية)
- إيناسيو بوسيتو على موقع قاعدة بيانات كرة القدم.إي يو (الإنجليزية)
- إيناسيو بوسيتو على موقع ليكيب (الفرنسية)
- إيناسيو بوسيتو على موقع Soccerbase.com (لاعب) (الإنجليزية)
- إيناسيو بوسيتو على موقع Soccerway.com (الإنجليزية)
- إيناسيو بوسيتو على موقع عالم كرة القدم.نت (الإنجليزية)
- إيناسيو بوسيتو على موقع AS.com (الإسبانية)